# Vampyren i Sussex
Vampyren i Sussex (engelska: The Adventure of the Sussex Vampire) är en av Sir Arthur Conan Doyles 56 noveller om detektiven Sherlock Holmes. Novellen publicerades ursprungligen 1924 och ingår i novellsamlingen The Case-Book of Sherlock Holmes.

## Handling
En mister Robert Ferguson besöker Holmes. Han är övertygad om att hans peruanska fru är en vampyr och att hon suger blod ur deras baby. Kvinnan är Fergusons andra hustru och han har en 15-årig son från ett tidigare äktenskap. Holmes förstår tämligen omgående vad som försiggår och åker till Fergusons hem för att konfirmera det han redan förstått. Det är den tonårige sonen som, på grund av avundsjuka mot sin halvbror, förgiftat honom med hjälp av pilar. Fru Ferguson är oskyldig och vampyrmisstankarna grundar sig i att hon sugit giftet ur babyns blod. Hon har inte velat avslöja något för mister Ferguson för att hon inte velat skada honom. 

## Filmatisering
Novellen har filmatiserats med namnet "The Last Vampyre" med något förändrad historia och med Jeremy Brett i huvudrollen.